# Klippans distrikt
Klippans distrikt är ett distrikt i Klippans kommun och Skåne län. 
Distriktet ligger i och omkring om Klippan. 

## Tidigare administrativ tillhörighet
Distriktet inrättades 2016 och utgörs av en del av området som Klippans köping omfattade till 1971, delen som före 1945 utgjorde Gråmanstorps socken.
Området motsvarar den omfattning Klippans församling hade vid årsskiftet 1999/2000.